# Happy Live
Happy Live於2017年3月起成立的網上音樂直播節目。由翟威廉、周志文、周志康創辦。早期形式是以手機作簡單直播，之後為配合TVB BigBigChannel的營運方針而轉成多平台的網上音樂直播。平台包括：BigBigChannel、Facebook、Youtube、Instagram。直播成員4至6人，每次均由不同的藝人及歌手組成。除唱歌外，出席的隊員亦需要兼任樂器位置，直播時除了隊員及嘉賓想唱的歌曲外，亦會在直播中接受網民的即場點歌。參與人物方面，除了常常出席的中堅隊員外，亦會不時請新嘉賓來一齊Jam歌及玩遊戲。由於藝員及歌手的工作關係，HappyLive直播日子不定，但直播時間都是晚上22:00至23:00左右，大概一星期2次，而直播預告會在翟威廉Instagram的簡介中看到。
經過兩年營運，Happy Live開始以Acoustic Band的形式演出，Band的名字亦叫<Happy Live>。每次表演隊員都是由常見的人物及特別嘉賓組成，以配合不同主題及各人的樂器專長。Happy Live樂隊的音樂理念以輕鬆開心為主。演出時樂器組合可加可減，以配合隊員的發揮。

## 起源
2016年，TVB台慶彩排中余詠珊在集會上鼓勵藝員發展自己平台，以配合公司網絡方面的發展及之後BigBigChannel平台的創立，同時亦鼓勵了各合約藝員製作短片。因此翟威廉便開始嘗試製作短片並放上網絡，內容是一些有關歷史文化等的智識分享，隨後邀請了歌手周志文、周志康一齊用直播唱歌形式為自己宣傳一下短片。結果比起歷史文化節目，直播唱歌及樂器更加受到注目及追看。 而Happy Live名字就是3位元祖人馬經過頭兩次直播後想出來的。
最初的歷史文化智識短片概念就以<小學雞問答遊戲>形式再次登入HappyLive，成為一個環節。

### 早期
Happy Live 早期直播非常簡單，只是2至3人空閒時開直播同網民傾計兼唱一兩段歌，樂器亦只有一個電子琴，樂譜均是從網上直接搜索，或用舊式的紙簡譜。

### 中期
Happy Live直播地點轉變成一個較多設備的直播室，用Happy Live電腦譜，有電子鋼琴、結他、低音結他及木箱鼓等，接近能夠busking的Acoustic Band。會同步發放的平台亦有所增加，包括各藝員歌手的BigBigChannel頻道、Facebook專頁、Youtube Channel及Instagram帳號。直播內容方面，會為有特別需要的網民送上歌曲。亦新増了其他特別環節，例如有<小學雞問答遊戲>及<八卦時段>令各嘉賓可自由選擇做什麼類型的直播。

### 現時
除了穩定的直播室直播外，亦會組隊到指定地方直播，為觀眾介紹新奇地方及新鮮感。例如夏季船河HappyLive，聖誕派對HappyLive以及HappyLive VR日等。音樂方面以Acoustic Band的形式參與各式各樣演出，以及開始音樂製作。Happy Live亦經常於電視及大型活動中演出。
2020年1月，創辦成員翟威廉、周志文、周志康以組合名義在網上發佈首支原創歌曲《不是富二代》；12月，推出第二支原創歌曲《人馬座》。

### 常見嘉賓
- 男藝人: 翟威廉、周志文、周志康、劉卓軒、區永權、鄺旨呈、安俊豪、羅浩銘
- 女藝人: 麥貝夷、谷婭溦、陳凱彤、張紋嘉、莊思明、龔柯允、鄧伊婷、余思霆、蝦頭、何天兒、劉佩玥[6]、陳苑澄[7]

## Happy Game
在Happy Live中期時伸延出來的直播節目，開始時間多數是晚上10:30。直播預告會在翟威廉Instagram的簡介中看到。形式是請不同的藝員及歌手一邊打機一邊同網民傾計。遊戲包括英雄聯盟，炸彈人，傳說對決等。Happy Live亦曾經同香港XBOX合作，直播Division 2、碧血狂殺 2、Jump Force等遊戲。Happy Game常常出現的人物有：周志文、周志康、羅浩銘、余思霆、莊端兒、羅天宇

## 小學雞問答遊戲
Happy Live直播中的一個特別環節，目的是以遊戲方式，帶出各式各樣智識，包括天文地理、歷史文化及潮流科技。

## 八卦時段
除了唱歌夾band外，HappyLive加了一個嘉賓與隊員之間的傾計環節。

## 派台歌曲成績
| 派台歌曲成績 | 派台歌曲成績 | 派台歌曲成績 | 派台歌曲成績 | 派台歌曲成績 | 派台歌曲成績 | 派台歌曲成績 |
| ------------ | ------------ | ------------ | ------------ | ------------ | ------------ | ------------ |
| 專輯         | 歌曲         | 903          | RTHK         | 997          | TVB          | 備註         |
| 2020年       |              |              |              |              |              |              |
|              | 不是富二代   | -            | -            | -            | -            |              |
|              | 人馬座       | -            | -            | -            | -            |              |

| 各台冠軍歌總數 | 各台冠軍歌總數 | 各台冠軍歌總數 | 各台冠軍歌總數 | 各台冠軍歌總數    |
| -------------- | -------------- | -------------- | -------------- | ----------------- |
| 903            | RTHK           | 997            | TVB            | 備註              |
| 0              | 0              | 0              | 0              | 四台冠軍歌總數：0 |

- （*）表示仍在榜上
- （×）沒有派往該台

## 外部連結
- Happy Live的Youtube頻道（页面存档备份，存于）